# Aurelio Giorni
Aurelio Giorni (* 15. September 1895 in Perugia; † 23. September 1938 in Pittsfield, Massachusetts) war ein italienisch-US-amerikanischer Pianist und Komponist.
Giorni studierte bei Giovanni Sgambati in Rom und bei Ferruccio Busoni in Berlin Klavier und bei Engelbert Humperdinck Komposition. Ab 1914 lebte er in den USA. Ab 1919 war er fünfzehn Jahre lang als Nachfolger des Pianisten Richard Epstein Mitglied von Willem Willekes Elshuco Trio. Neben dem Cellisten Willeke gehörten dem Trio die Geiger Samuel Gardner (bis 1920), Elias Breekin (1920–22) und William Kroll (ab 1922) an. Daneben unterrichtete er u. a. am Institute of Musical Art in New York (später Juilliard School), am New York College of Music, am Springfield Conservatory in Massachusetts und am Smith College.
Zu seinen Kompositionen zählen Orchesterwerke wie die sinfonische Dichtung Orlando Furioso, eine Sinfonia Concertante, eine Sinfonie, eine Passacaglia für Streicher und ein Intermezzo für Kammerorchester, Cello-, Violin-, Flöten- und Klarinettensonaten, ein Klaviertrio, -quartett und -quintett, ein Streichquartett sowie einige Chorwerke. Giorni ertränkte sich am 23. September 1938 im Housatonic River.